# 塩素酸銀(I)
塩素酸銀(I)（えんそさんぎん いち、英: silver chlorate）は、正方晶系の白色の無機化合物である。他のすべての塩素酸塩と同じく水に溶けやすい。比較的単純な金属塩なため基礎的な無機化学実験でよく使われる。光に過敏な性質上、着色された瓶に入れて暗所に保管しなければならない。

## 法規制
GHSにおける酸化性固体（区分2）に該当し、各国で貯蔵や運搬に規制がある（国連番号1479）。日本では船舶安全法や航空法によってGHSに基づく規制があり、また消防法に基づく危険物第1類および毒物及び劇物取締法に基づく劇物に指定されている。